# Elleholms kyrka
Elleholms kyrka är en kyrkobyggnad som ligger vid Elleholms södra del strax intill Mörrumsån i Karlshamns kommun. Den är församlingskyrka i Mörrum-Elleholms församling, Lunds stift.

## Kyrkobyggnaden
Ett tidigare kapell på platsen uppfördes troligen under senare delen av medeltiden.
Nuvarande kyrka i korsvirkesteknik uppfördes troligen år 1705 eller möjligen år 1713. Nuvarande sakristia tillkom 1784. Ett vapenhus i väster uppfördes någon gång före 1763. 1819 byggdes vapenhuset på med ännu en våning som blev klocktorn.

## Inventarier
En liten dopfunt i trä är tillverkad på 1600-talet. På norra väggen finns ett krucifix från 1500-talet. Altartavlan, predikstolen och en psalmnummertavla är skänkta till kyrkan 1713. Orgeln med sex stämmor är byggd 1981 av Mårtenssons orgelfabrik i Lund. Kyrksilvret är dels från 1700-talet och dels från senare delen av 1900-talet.

## Bildgalleri

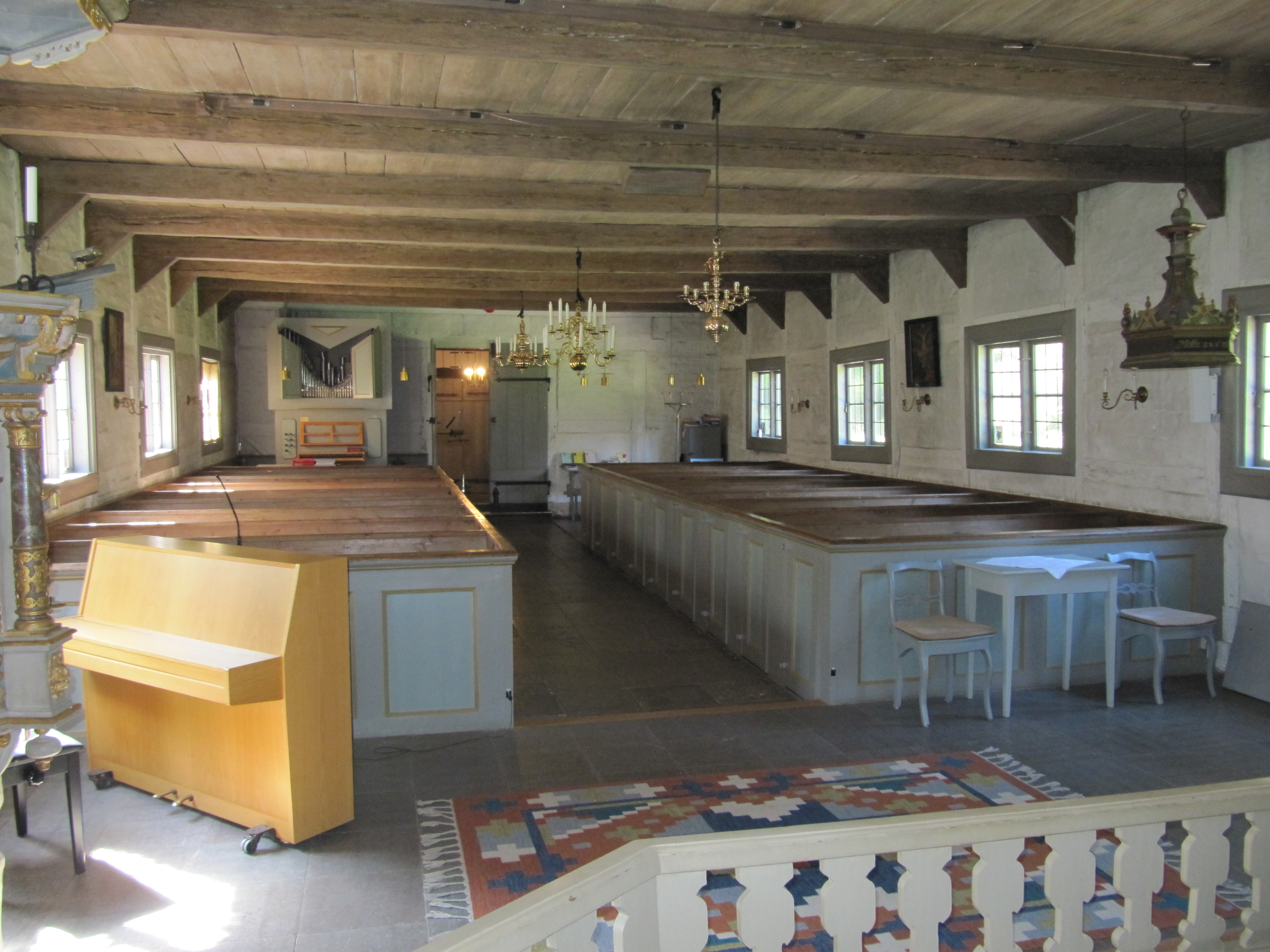
Kyrkorum mot väster
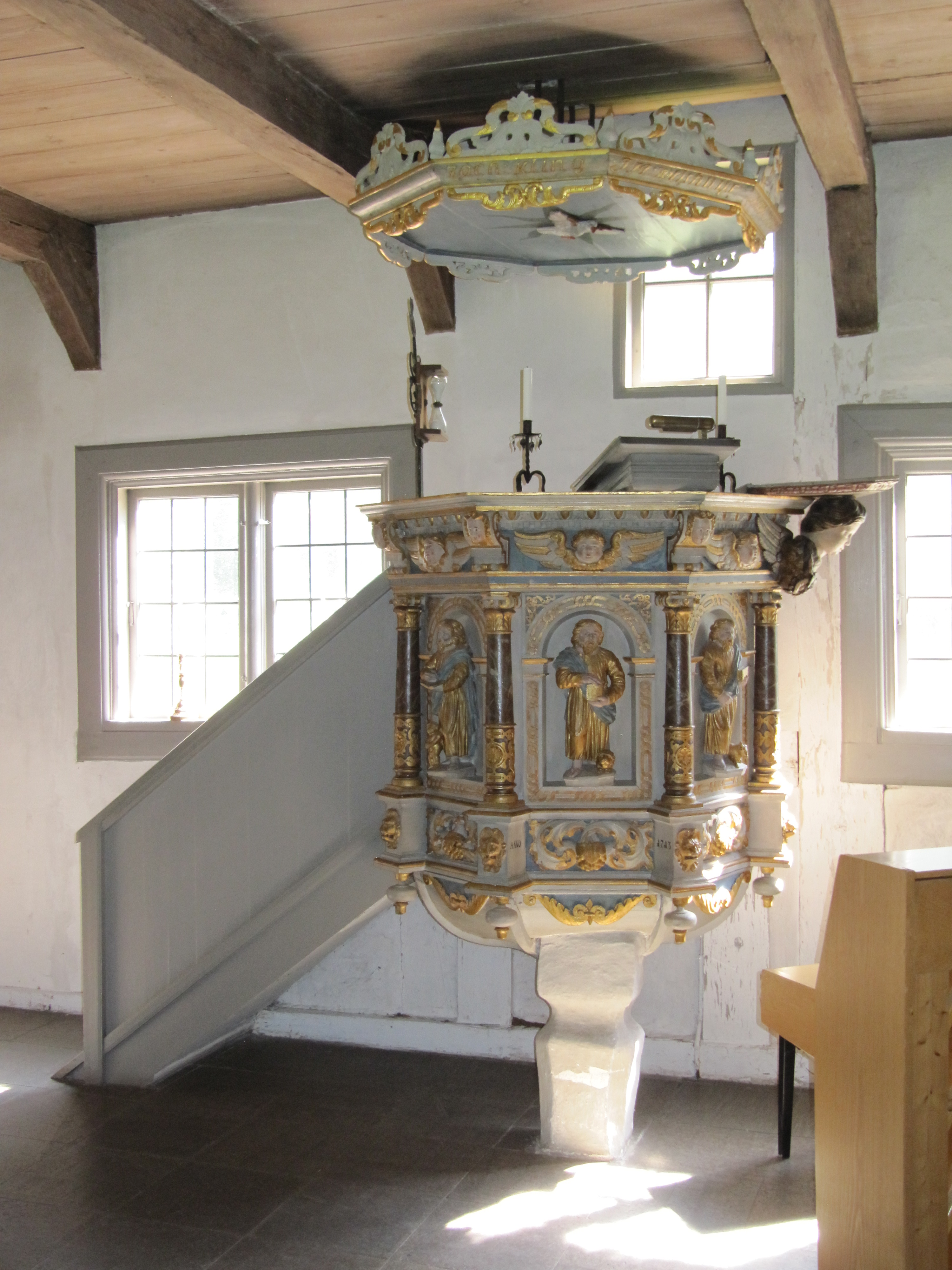
Predikstol
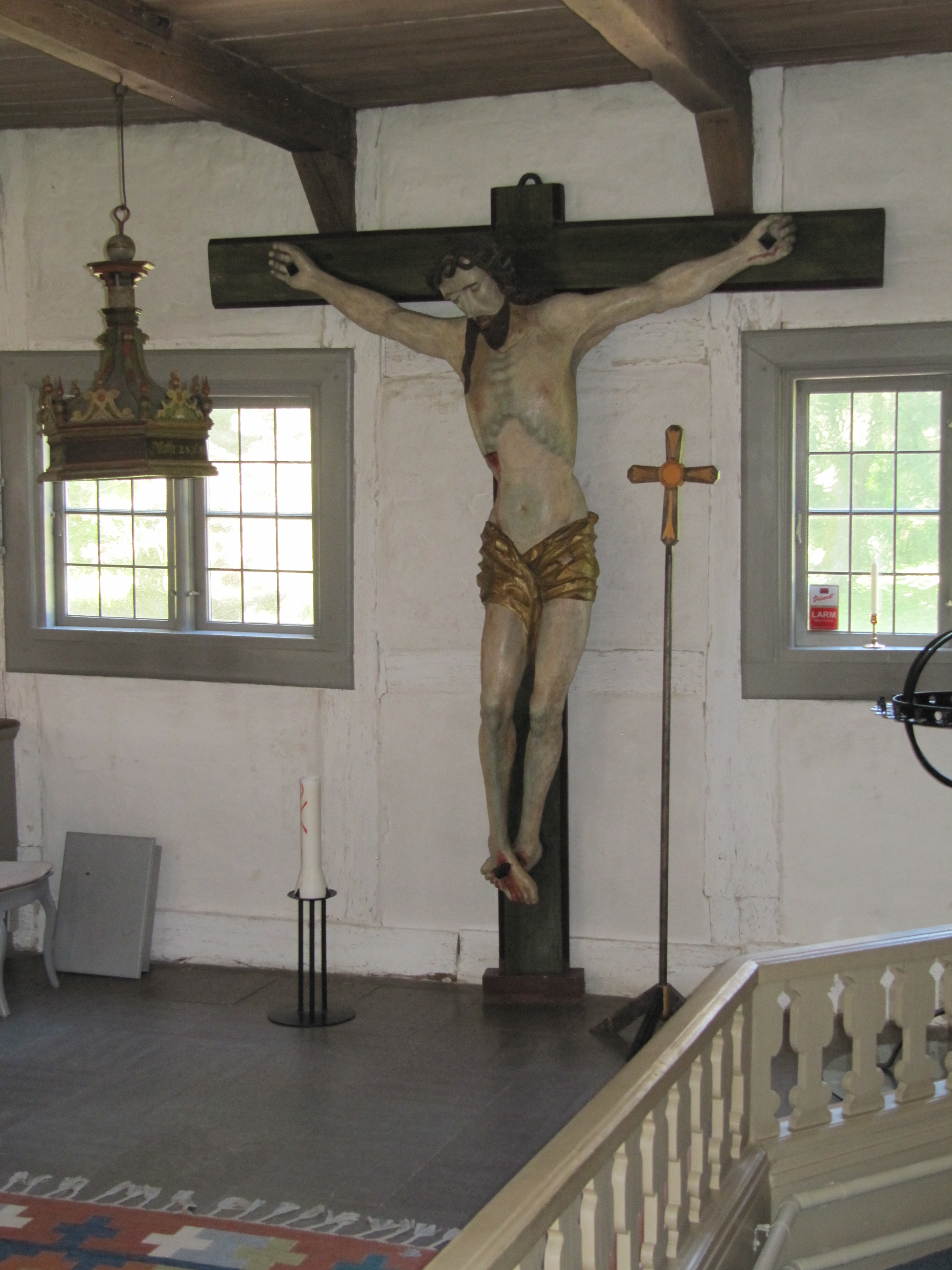
Triumfkrucifix
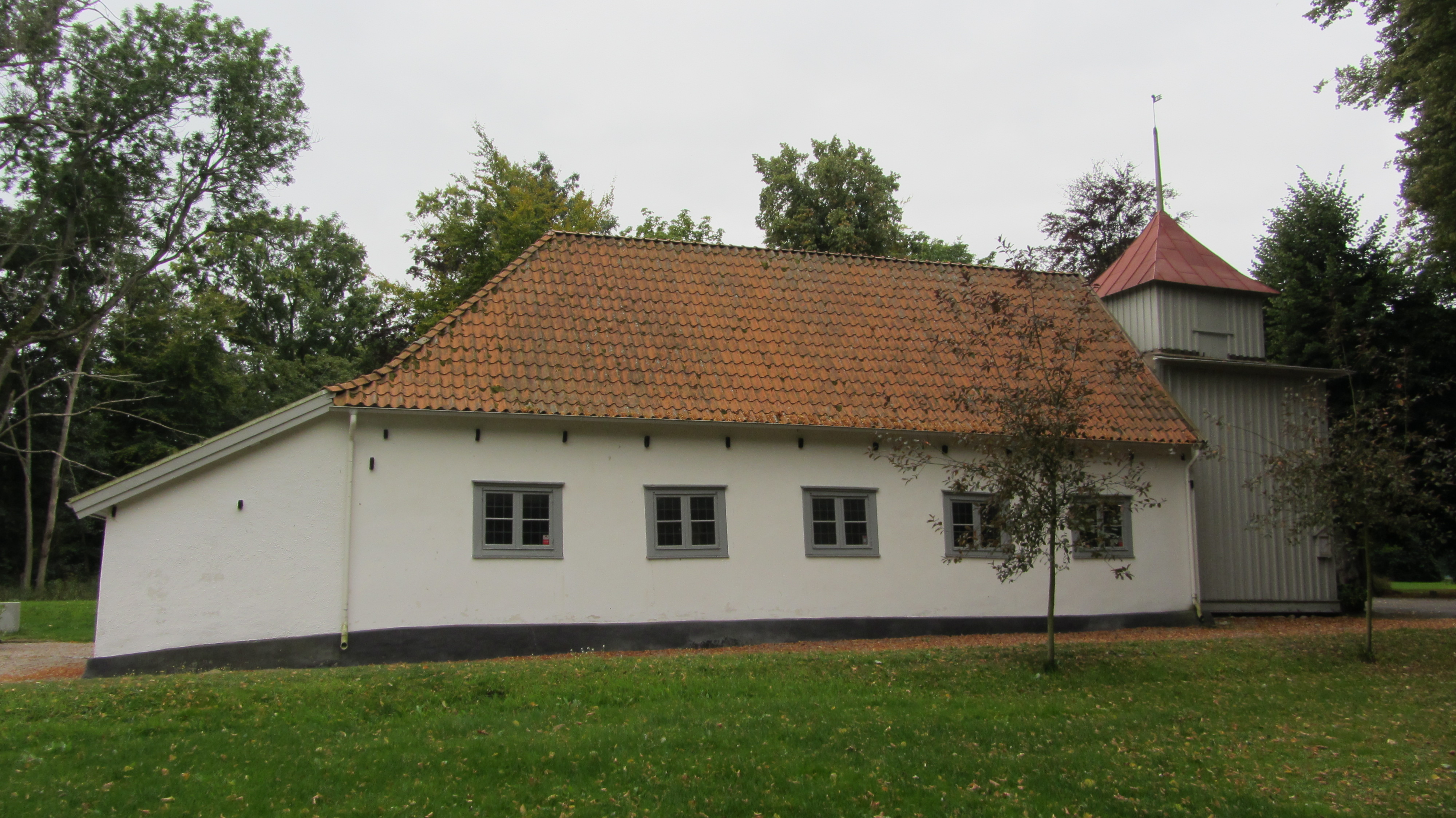
Kyrkan från norr

### Webbkällor
- Församlingen informerar om kyrkan